# 节制索
节制索(moderator band)也称为隔缘肉柱(septomarginal trabecula)是右心室内由前乳头肌根部横过室腔到室间隔下部的一条肌束。

## 功能
节制索很重要，因为它将房室束（atrioventricular bundle）的右束支的一部分带到前乳头肌。这种穿越心室腔的捷径确保了左右两心室的传导时间相等，从而使前乳头肌协调收缩。

节制索(moderator band)的位置